# Angolacris
Angolacris is een geslacht van rechtvleugeligen uit de familie veldsprinkhanen (Acrididae). De wetenschappelijke naam van dit geslacht is voor het eerst geldig gepubliceerd in 1962 door Dirsh.

## Soorten
Het geslacht Angolacris  is monotypisch en omvat slechts de volgende soort:
- Angolacris rossi (Dirsh, 1962)